# SN 2001ja
SN 2001ja – supernowa odkryta 18 grudnia 2001 roku w galaktyce A105226+5719. W momencie odkrycia miała maksymalną jasność 23,20m.